# Charlie makes the cook
Charlie makes the cook est un girl group franco-américain créé à la fin des années 1980, formé de trois chanteuses : Bethanee Bishop et deux sœurs, Sophia et Maryanna Matiss.

## Carrière
Le groupe Charlie makes the cook enregistre plusieurs titres dont leur premier single, Boys and girl, qui devient un succès. Par son originalité, le groupe se fait remarquer et traverse les frontières, se classant rapidement dans tous les charts en France, en Europe et en Asie, sous le label Kasino Music.
Plus tard, les deux sœurs Matiss créent le groupe Palma ; elles enregistrent une balade langoureuse, Makes me love again, sous le label Kazino/Scorpio Music. Cette chanson est beaucoup diffusée dans les pays scandinaves et surtout en Suède, mais également en France.  
À travers leur discographie, le groupe vendraa 3 millions de disques dans le monde.  
Les trois chanteuses se séparent en 1998, laissant le champ à des carrières solo dont en particulier l’une des deux sœurs, Maryanna Matiss.
Celle-ci enregistre en 2011 un album chez Sony Music/Columbia  de musique pop aux ambiances spirituelles, parfois world et electro. Cet album sort en France Europe, Etats-Unis et en Asie, réalisé par des coproducteurs tels que Henry Jackman (USA), Adam kivman (Suède) et son alter ego et compagnon de route, Allan Cegarra.
Maryanna Matiss, auteur compositeur voyageuse de nature, continue de parcourir le monde avec sa musique, sa guitare et sa tribu.